# Sąd Polubowny przy Komisji Nadzoru Finansowego
Sąd Polubowny przy Komisji Nadzoru Finansowego – Komisja Nadzoru Finansowego została zobowiązana do powołania Sądu Polubownego na podstawie art. 18 ustawy z dnia 21 lipca 2006 roku o nadzorze nad rynkiem finansowym (Dz.U. z 2025 r. poz. 640). Sąd Polubowny przy KNF został powołany w dniu 31 marca 2008 roku i rozstrzyga spory pomiędzy wszystkimi uczestnikami rynku finansowego, w szczególności pomiędzy instytucjami finansowymi a odbiorcami świadczonych przez nie usług. Przed Sądem Polubownym rozpatrywane są sprawy, których wartość przedmiotu sporu, przekracza 500 zł oraz o prawa niemajątkowe. Prezesem Sądu Polubownego przy KNF jest prof. Aleksander Chłopecki.

## Możliwości polubownego rozwiązywania sporów przed Sądem Polubownym przy KNF

### Postępowanie mediacyjne
Rozpoczynane, jeżeli obie strony sporu wyrażają zgodę na przeprowadzenie mediacji w istniejącym pomiędzy nimi sporze. Mediacja to sposób polubownego rozwiązywania, nie rozstrzygania sporów. Dobrowolność mediacji oznacza, że strony nie tylko muszą wyrazić na nią zgodę, ale w każdej chwili strony mogą z mediacji zrezygnować. Mediacja polega na poszukiwaniu w obecności mediatora satysfakcjonującego obie strony sporu rozwiązania konfliktu celem zawarcia ugody akceptowanej przez obie strony sporu. Ważna jest obecność mediatora, którego celem jest pomoc w osiągnięciu porozumienia pomiędzy stronami sporu. Mediator jest bezstronną osoba wybieraną zgodnie przez strony, nie jest doradcą, ani rzecznikiem żadnej ze stron. Jedynym zadaniem mediatora jest pomoc stronom w osiągnięciu porozumienia. W przypadku braku zgody stron co do osoby mediatora, wyboru dokonuje Prezes Sądu Polubownego przy KNF.
Ugoda zawarta pomiędzy stronami sporu, ma po zatwierdzeniu przez właściwy miejscowo i rzeczowo sąd powszechny, moc prawną na równi z wyrokiem sądu powszechnego. Jeżeli stronom nie uda się osiągnąć porozumienia i postępowanie mediacyjne zakończy się niepowodzeniem, strony mogą skorzystać z możliwości poddania sporu rozstrzygnięciu przed Sąd Polubowny przy KNF. W takim przypadku wymagana jest odrębna zgoda obu stron sporu. 
Korzyści postępowania mediacyjnego: 
- minimum formalności – wystarczy wypełnić prosty formularz,
- elastyczna formuła – wpływ na wybór mediatora, w każdej chwili możliwa jest rezygnacja z mediacji,
- strony same decydują o sposobie rozwiązania sporu i o warunkach ugody – czego brak w postępowaniu sądowym,
- strony mają stale wpływ na to co dzieje się w trakcje mediacji,
- szybkość postępowania – co do zasady postępowanie mediacyjne powinno zakończyć się na pierwszej sesji mediacyjnej,
- stały, z góry określony koszt.

W przypadku spraw, w których wartość przedmiotu sporu przekracza 10 tys. zł, mediacja prowadzona jest w składach dwuosobowych (po jednym mediatorze wskazanym przez każdą ze stron). W przypadku spraw, gdzie wartość przedmiotu sporu nie przekracza 10 tys. zł, strony wspólnie wskazują osobę mediatora, jeśli zaś nie dojdą do porozumienia, mediatora wskazuje Prezes Sądu Polubownego.
Lista mediatorów z ich notami biograficznymi widnieje w serwisie internetowym KNF, pod adresem www.knf.gov.pl zakładka: Sąd Polubowny.

### Postępowanie arbitrażowe
W postępowaniu przed Sądem Polubownym przy KNF arbiter rozstrzyga, kto ma rację w powstałym sporze. Postępowanie może być przeprowadzone, jeżeli obie strony wyrażają zgodę na rozstrzygnięcie istniejącego pomiędzy nimi sporu przez Sąd Polubowny przy KNF. Istnieje możliwość, aby postępowanie arbitrażowe poprzedzone było, za zgodną wolą stron, mediacją.
W przypadku braku ugody w drodze mediacji, sprawa automatycznie przekazywana jest do arbitra Sądu Polubownego przy KNF, który rozstrzyga spór. 
Postępowania arbitrażowe w sporach, gdzie wartość przedmiotu sporu wynosi do 10 tys. zł, prowadzone są jednoosobowo. Jeżeli strony nie dokonają zgodnego wyboru arbitra, wyznacza go Prezes Sądu. Postępowania arbitrażowe w sporach, gdzie wartość przedmiotu sporu przekracza 10 tys. zł, prowadzone są w składach trzyosobowych (chyba że strony dokonały zgodnego wyboru jednego arbitra). Zasadą jest, że każda ze stron wskazuje po jednym arbitrze, ci zaś wyznaczają wspólnie trzeciego arbitra z listy arbitrów Sądu Polubownego. Jeżeli arbitrzy nie wyznaczą osoby trzeciego arbitra, jego wyboru dokonuje Prezes Sądu Polubownego.
Korzyści postępowania sądowego:
- minimum formalności – wystarczy wypełnić prosty formularz,
- wpływ na wybór arbitra,
- postępowanie przed Sądem Polubownym powinno być szybsze i tańsze niż przed sądem powszechnym,
- arbitrzy instruują konsumentów, którzy nie są reprezentowani przez profesjonalnych pełnomocników, o przysługujących im prawach w związku z toczącym się postępowaniem polubownym,
- wyrok Sądu Polubownego ma, po zatwierdzeniu przez właściwy miejscowo i rzeczowo sąd powszechny, moc prawną na równi z wyrokiem sądu powszechnego.

Lista arbitrów z ich notami biograficznymi widnieje w serwisie internetowym KNF, pod adresem www.knf.gov.pl zakładka: Sąd Polubowny.

## Rozpoczęcie postępowania przed Sądem Polubownym przy KNF
Warunkiem rozpoczęcia postępowania mediacyjnego, czy sądowego jest zgoda obu stron sporu.
Zgodę drugiej strony można uzyskać samodzielnie, lub zwracając się do Sądu Polubownego z prośbą o zapytanie drugiej strony – instytucji finansowej, o wyrażenie zgody na załatwienie sporu w drodze mediacji, czy też właściwego postępowania polubownego. Najwygodniej uczynić to korzystając z formularzy dostępnych w serwisie internetowym KNF zakładka: Sąd Polubowny, odpowiednio:
- Umowa o przeprowadzenie mediacji
- Umowa o przeprowadzenie mediacji do 10 tys. zł

bądź
- Umowa – Zapis na sąd polubowny

Po uzyskaniu odpowiedzi drugiej strony sporu, Sąd informuje wnioskodawcę o wyrażonej zgodzie, bądź odmowie na polubowne załatwienie sporu.
W przypadku nie wyrażenia zgody przez podmiot, postępowanie przed Sądem Polubownym przy KNF jest zakończone. 